# Lombocký průliv
Lombocký průliv (indonésky: Selat Lombok) je název průlivu mezi ostrovy Bali a Lombok. Nachází se východně od ostrova Jáva v souostroví Malé Sundy a odděluje Balijské moře od Indického oceánu.
Průliv je 60 km dlouhý, v nejužším bodě má šířku 18 km, v nejširším bodě 40 km a jeho maximální hloubka dosahuje 250 m. Představuje důležitou námořní cestu, zejména pro lodě s hlubším ponorem, které nemohou využít mělký Malacký průliv.
Vzhledem ke své hloubce představuje také důležitou biogeografickou hranici – probíhá zde Wallaceova linie, která odděluje oblast s asijskou faunou od oblasti Wallacey se směsí asijských a australských společenstev.